# Patty Sheehan
Patty Sheehan (Middlebury, 27 oktober 1956) is een Amerikaanse golfprofessional. Ze speelde van 1980 tot en met 2006 op de LPGA Tour, waarop ze 35 golftoernooien won, waarvan zes majors. Ze debuteerde in 2006 op de Legends Tour.

## Loopbaan

### Amateur
Sheehan verbleef op de Earl Wooster High School in Reno, Nevada, waar ze als een golfamateur drie keer het golfkampioenschap van de school won (1972–74). Ze won ook twee keer het California Women's Amateurs (1977–78). In 1980 won ze de Broderick Award. Later studeerde ze op de Universiteit van Nevada en de San José State University.

### Professional
In 1980 werd Sheehan een golfprofessional en ging aan de slag op de LPGA Tour. In 1981 werd ze op het einde van het seizoen gelauwerd met de "LPGA Rookie of the Year"-trofee waar ze ook tijdens het seizoen haar eerste profzege behaalde door de Mazda Japan Classic te winnen. In 1983 behaalde ze haar eerste major door het LPGA Championship te winnen. Ze bleef tot 2006 golfen op de LPGA Tour. Tussendoor voegde ze nog vijf majors aan haar erelijst waarvan het LPGA Championship in 1984 en 1993, het US Women's Open in 1992 en 1994 en de Nabisco Dinah Shore (nu gekend als het Kraft Nabisco Championship) in 1996.
In 1983 werd Sheehan uitgeroepen tot de "LPGA Tour Player of the Year" en in 1987 tot de "Sports Illustrated Sportsman of the Year".
Sheehan golfde ook vijf keer op de Solheim Cup (1990, 1992, 1994, 1996, 2002) waar ze samen met haar landgenoten golfde tegen de andere golflanden. In 2003 was ze kapitein voor de Verenigde Staten op de Solheim Cup.
Sheehan was een van de eerste golfsters die publiekelijk bekendmaakte dat ze lesbienne was. Zij en haar partner Rebecca Gaston hebben twee geadopteerde kinderen.
Nadat Sheehan afscheid nam van de LPGA Tour in 2006, debuteerde ze op de Legends Tour. In 2011 organiseerde ze met Patty Sheehan & Friends een eigen golftoernooi om geld in te zamelen voor goede doelen.

## Erelijst

### Amateur
- Earl Wooster High School Championship: 1972, 1973 & 1974
- California Women's Amateur Championship: 1977 & 1978

### Professional
LPGA Tour
| Nr. | Datum             | Toernooi                            | Score           | Score | Info                                                        |
| --- | ----------------- | ----------------------------------- | --------------- | ----- | ----------------------------------------------------------- |
| 1   | 8 november 1981   | Mazda Japan Classic                 | 73-69-71=213    | –9    |                                                             |
| 2   | 25 april 1982     | Orlando Lady Classic                | 70-69-70=209    | –7    | Won de play-off van Kathy Postlewait                        |
| 3   | 26 september 1982 | Safeco Classic                      | 78-69-69-70=276 | –12   |                                                             |
| 4   | 3 oktober 1982    | Inamori Classic                     | 78-70-69-69=276 | –12   |                                                             |
| 5   | 29 mei 1983       | Corning Classic                     | 70-70-69-63=272 | –16   |                                                             |
| 6   | 12 juni 1983      | LPGA Championship                   | 78-71-74-66=279 | –9    |                                                             |
| 7   | 14 augustus 1983  | Henredon Classic                    | 75-70-71-66=272 | –16   |                                                             |
| 8   | 26 september 1983 | Inamori Classic                     | 78-70-71=209    | –7    |                                                             |
| 9   | 5 februari 1984   | Elizabeth Arden Classic             | 71-68-69-72=280 | –8    |                                                             |
| 10  | 3 juni 1984       | LPGA Championship                   | 71-70-63-68=272 | –16   |                                                             |
| 11  | 10 juni 1984      | McDonald's Kids Classic             | 75-72-74-70=281 | –7    |                                                             |
| 12  | 12 augustus 1984  | Henredon Classic                    | 77-70-72-68=277 | –11   |                                                             |
| 13  | 10 februari 1985  | Sarasota Classic                    | 79-71-72-66=278 | –10   |                                                             |
| 14  | 21 april 1985     | J&B Scotch Pro-Am                   | 77-65-71-72=275 | –13   |                                                             |
| 15  | 9 februari 1986   | Sarasota Classic                    | 78-69-71-71=279 | –9    |                                                             |
| 16  | 26 februari 1986  | Kyocera Inamori Classic             | 79-71-68-70=278 | –10   |                                                             |
| 17  | 23 april 1986     | Konica San Jose Classic             | 71-70-71=212    | –4    | Won de play-off van Amy Alcott, Betsy King en Ayako Okamoto |
| 18  | 14 februari 1988  | Sarasota Classic                    | 71-72-72-67=282 | –6    |                                                             |
| 19  | 2 november 1988   | Mazda Japan Classic                 | 72-67-67=206    | –10   | Won de play-off van Liselotte Neumann                       |
| 20  | 4 juni 1989       | Rochester International             | 78-73-66-71=278 | –10   | Won de play-off van Ayako Okamoto                           |
| 21  | 21 januari 1990   | The Jamaica Classic                 | 79-68-75=212    | –1    |                                                             |
| 22  | 10 juni 1990      | McDonald's Championship             | 70-67-68-70=275 | –9    |                                                             |
| 23  | 24 juni 1990      | Rochester International             | 72-64-68-67=271 | –17   |                                                             |
| 24  | 9 september 1990  | Ping-Cellular One Golf Championship | 70-71-67=208    | –8    |                                                             |
| 25  | 16 september 1990 | Safeco Classic                      | 79-65-66-70=270 | –18   |                                                             |
| 26  | 23 februari 1991  | Orix Hawaiian Ladies Open           | 78-69-70=207    | –9    |                                                             |
| 27  | 28 juni 1992      | Rochester International             | 70-65-63-71=269 | –19   |                                                             |
| 28  | 5 juli 1992       | Jamie Farr Toledo Classic           | 70-73-66=209    | –4    |                                                             |
| 29  | 26 juli 1992      | US Women's Open                     | 79-72-70-69=280 | –4    | Won de play-off van Juli Inkster                            |
| 30  | 21 maart 1993     | Standard Register PING              | 70-70-65-70=275 | –17   |                                                             |
| 31  | 13 juni 1993      | Mazda LPGA Championship             | 70-72-69-68=279 | –9    |                                                             |
| 32  | 21 juli 1994      | US Women's Open                     | 76-71-69-71=277 | –7    |                                                             |
| 33  | 18 juni 1995      | Rochester International             | 73-66-69-70=278 | –10   |                                                             |
| 34  | 17 september 1995 | Safeco Classic                      | 78-65-70-71=274 | –14   |                                                             |
| 35  | 31 maart 1996     | Nabisco Dinah Shore                 | 71-72-67-71=281 | –7    |                                                             |

| Majors |

Ladies European Tour
- 1992: Women's British Open

LPGA of Japan Tour
- 1992: Daikin Orchid Ladies

Legends Tour
- 2002: Copps Great Lakes Classic
- 2005: BJ's Charity Championship (met Pat Bradley; gelijkspel met Cindy Rarick en Jan Stephenson)
- 2006: World Ladies Senior Golf Open Championship

Overige
- 1992: Wendy's 3-Tour Challenge (met Nancy Lopez en Dottie Mochrie)
- 1994: JCPenney/LPGA Skins Game

## Teamcompetities
Amateur
- Curtis Cup ( USA): 1980 (winnaars)

Professional
- Solheim Cup ( USA): 1990 (winnaars), 1992, 1994 (winnaars), 1996 (winnaars)
- Handa Cup ( USA): 2006 (winnaars), 2007 (winnaars), 2008 (winnaars), 2009 (winnaars), 2010 (winnaars), 2011 (winnaars), 2012 (winnaars)